# Skała Garncarzowa

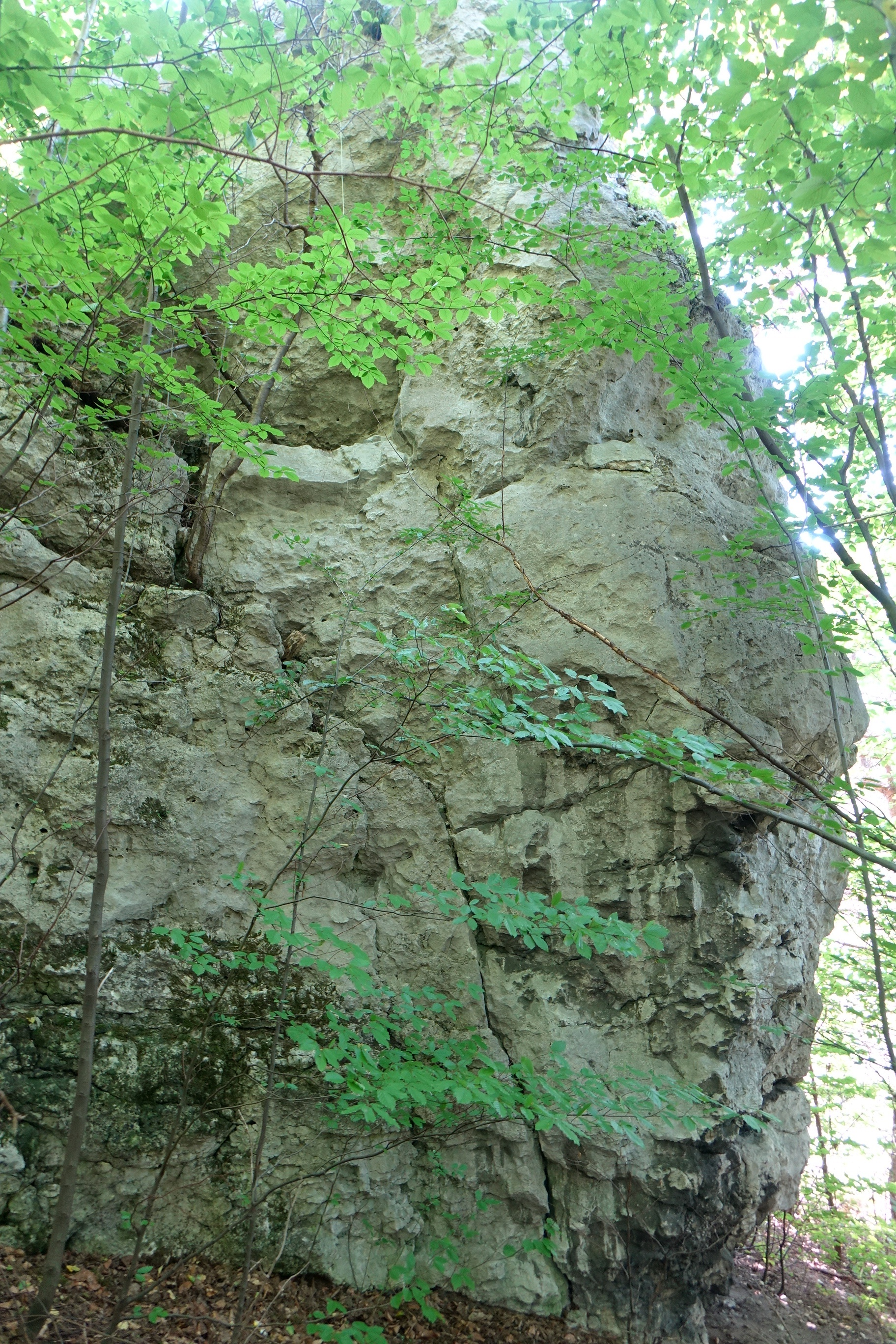

Skała Garncarzowa – skała we wsi Siedlec w województwie śląskim, w powiecie częstochowskim, w gminie Janów. Znajduje się u południowego podnóża porośniętego lasem niewielkiego wzniesienia przy drodze z Siedlca do Krasawy, tuż naprzeciwko gruntowej drogi prowadzącej na Pustynię Siedlecką. Obok skały są zabudowania pojedynczego gospodarstwa.
Skała znajduje się na Równinie Janowskiej będącej częścią Wyżyny Częstochowskiej. Zbudowana jest z późnojurajskich wapieni. Są to tzw. wapienie skaliste, które dzięki większej twardości oparły się procesom wietrzenia i obecnie stanowią tzw. ostańce. Ma wysokość około 10 m i pionową ścianę południową.